# Garelli 50 GP
La Garelli 50 GP è una motocicletta da competizione della casa Garelli, che ha partecipato al motomondiale 1982 e 1983 e all'italiano del 1984.

## Descrizione
L'impianto frenante era del tipo a disco pieno in acciaio e la pinza anteriore era del tipo snodato.
Dopo aver conquistato il titolo mondiale costruttori nel 1983 grazie a Eugenio Lazzarini e Ricardo Tormo, con il passaggio dalla classe 50 alla nuova 80, la Garelli decise di concentrare le sue forze solo sulla 125 e sulla Garelli 125 GP.